# Andrena cybele
Andrena cybele är en biart som beskrevs av Giovanni Gribodo 1894.
Andrena cybele ingår i släktet sandbin och familjen grävbin. Inga underarter finns listade i Catalogue of Life.